# San Marzano sul Sarno
Pour les articles homonymes, voir Marzano (homonymie).
San Marzano sul Sarno est une commune de la province de Salerne, dans la région Campanie, en Italie.

## Géographie

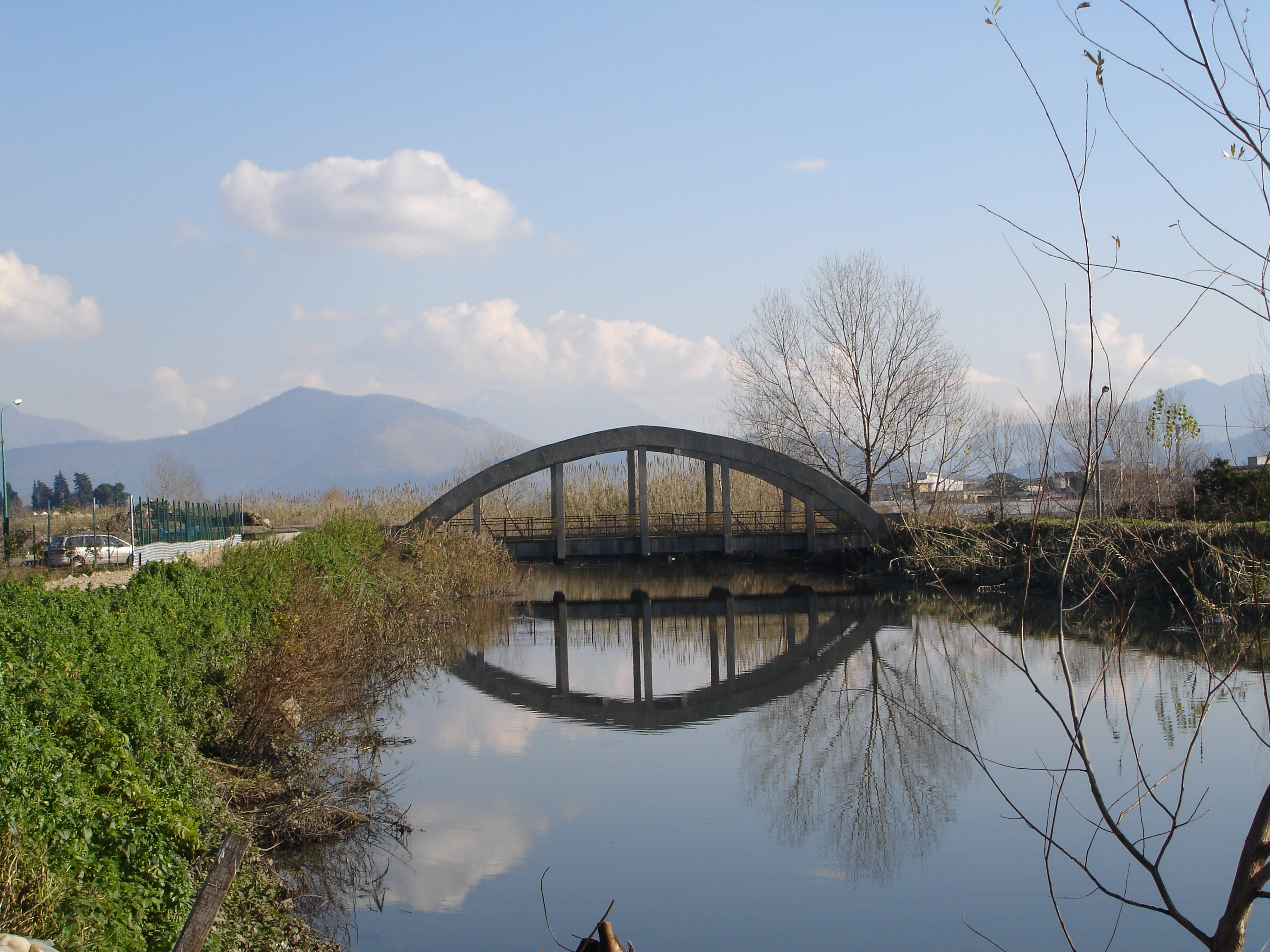
Pont sur la rivière Sarno.

San Marzano sul Sarno fait partie de l'Agro sarnese nocerino.

## Économie
San Marzano a développé des cultures maraichères, en particulier celle des tomates. Les conserveries exportent la production.

## Administration
| Période                                  | Période  | Identité        | Étiquette | Qualité |
| ---------------------------------------- | -------- | --------------- | --------- | ------- |
| 29 mai 2007                              | En cours | Franco Grimaldi |           |         |
| Les données manquantes sont à compléter. |          |                 |           |         |

### Communes limitrophes
Angri, Pagani, San Valentino Torio, Sant'Egidio del Monte Albino, Scafati.